# 17. Festiwal Polskich Filmów Fabularnych w Gdyni
17. Festiwal Polskich Filmów Fabularnych odbył się w 1992 w Gdyni.

## Laureaci
Wielka Nagroda Festiwalu – Złote Lwy Gdańskie: Wszystko co najważniejsze..., reż. Robert Gliński
Nagroda Specjalna Jury: Odjazd, reż. Magdalena i Piotr Łazarkiewiczowie
Złote Lwy Gdańskie – Nagrody Indywidualne:
- reżyseria: Władysław Pasikowski Psy
- scenariusz: Stanisław Tym Rozmowy kontrolowane
- debiut reżyserski: Adek Drabiński Cheat (Szuler)
- główna rola kobieca: Teresa Budzisz-Krzyżanowska Odjazd
- główna rola męska: Bogusław Linda Psy
- drugoplanowa rola kobieca: Agnieszka Jaskółka Psy
- drugoplanowa rola męska: Janusz Gajos Kiedy rozum śpi i Szwadron
- zdjęcia: Jarosław Szoda Wszystko co najważniejsze...
- muzyka: Michał Lorenc Psy
- scenografia i dekoracja wnętrz: Paweł Mirowski i Albina Barańska Kawalerskie życie na obczyźnie
- dźwięk: Mariusz Kuczyński, Urszula Ziarkiewicz i Krzysztof Jastrząb Wszystko co najważniejsze...
- montaż: Zbigniew Niciński i Wanda Zeman Psy
- kostiumy: Ałła Gribowa Siwa legenda

Nagroda Prezydenta Miasta Gdyni: Juliusz Machulski Szwadron
Nagroda Fundacji Kultury Polskiej: Łukasz Karwowski Listopad
Nagroda Dziennikarzy: Wszystko co najważniejsze..., reż. Robert Gliński
Nagroda Wschodnioeuropejskiego Funduszu Scenariuszowego: Pograbek, reż. Jan Jakub Kolski
Nagroda Prezesa Komitetu ds. Radia i Telewizji:
- Enak, reż. Sławomir Idziak
- Rozmowy kontrolowane, reż. Sylwester Chęciński

## Jury
- Kazimierz Kutz (przewodniczący) – reżyser filmowy, teatralny i telewizyjny, scenarzysta filmowy
- Grażyna Szapołowska – aktorka teatralna i filmowa
- Maciej Dejczer – reżyser filmowy
- Janusz Głowacki – prozaik, felietonista i dramatopisarz, scenarzysta filmowy
- Zygmunt Konieczny – kompozytor, pianista
- Adam Michnik – dziennikarz i eseista
- Jerzy Płażewski – krytyk filmowy i historyk filmu
- ks. Józef Tischner – profesor filozofii i nauk teologicznych
- Jerzy Zieliński – operator filmowy

## Filmy konkursowe
1968. Szczęśliwego Nowego Roku, reż. Jacek Bromski
Białe małżeństwo, reż. Magdalena Łazarkiewicz
Cynga, reż. Leszek Wosiewicz
Czarne słońca, reż. Jerzy Zalewski
Enak, reż. Sławomir Idziak
Głos, reż. Janusz Kondratiuk
Kawalerskie życie na obczyźnie, reż. Andrzej Barański
Kiedy rozum śpi, reż. Marcin Ziębiński
Listopad, reż. Łukasz Karwowski
Naprawdę krótki film o miłości, zabijaniu i jeszcze jednym przykazaniu, reż. Rafał Wieczyński
Nocne ptaki, reż. Andrzej Domalik
Odjazd, reż. Magdalena Łazarkiewicz i Piotr Łazarkiewiczowie
Pamiętnik znaleziony w garbie, reż. Jan Kidawa-Błoński
Papierowe małżeństwo, reż. Krzysztof Lang
Pograbek, reż. Jan Jakub Kolski
Przeklęta Ameryka, reż. Krzysztof Tchórzewski
Psy, reż. Władysław Pasikowski
Rozmowy kontrolowane, reż. Sylwester Chęciński
Sauna, reż. Filip Bajon
Siwa legenda, reż. Bohdan Poręba
Skarga, reż. Jerzy Wójcik
Smacznego, telewizorku, reż. Paweł Trzaska
Szuler, reż. Adek Drabiński
Szwadron, reż. Juliusz Machulski
Tak, tak, reż. Jacek Gąsiorowski
Tragarz puchu, reż. Janusz Kijowski
Wielka wsypa, reż. Jan Łomnicki
Wszystko co najważniejsze..., reż. Robert Gliński
Zwolnieni z życia, reż. Waldemar Krzystek

## Pokazy specjalne
Długa noc, reż. Janusz Nasfeter
Dotknięcie ręki, reż. Krzysztof Zanussi
Europejska noc, reż. Zbigniew Kamiński
Kim był Joe Louis?, reż. Juha Rosma
Pierścionek z orłem w koronie, reż. Andrzej Wajda
Tren na śmierć cenzora, reż. Krzysztof Magowski